# TK Ramanuja Kavirajar
' Kavithendral' TK Ramanuja Kavirajar BA, BL (1905–1985) foi um poeta do Tamil, dramaturgo,  advogado e humanitário.
Este escritor indiano dominava tanto o inglês quanto o tâmil. Ele escreveu 14 livros em Tamil e cinco em Inglês. Ele é conhecido por suas criações volumosas, linguagem casta e habilidades poéticas.
Este escritor indiano dominava tanto o inglês quanto o tâmil. Ele escreveu 14 livros em Tamil e cinco em Inglês. Ele é conhecido por suas criações volumosas, linguagem casta e habilidades poéticas.
Ele seguiu os princípios de Mahatma Gandhi à risca e praticou a veracidade. Embora tenha escrito muitos livros, sua magnum opus é considerada 'Mahatma Gandhi Kaaviyam', um épico sobre a vida de Mahatma Gandhi escrito em 12.285 versos. Esta criação massiva, juntamente com seus outros trabalhos devocionais, rendeu-lhe o prêmio 'Kavithendral' do Comitê de prêmios Nammakkal Kavingar.
Kavirajar, como é carinhosamente chamado, passou a traduzir essa obra em inglês como 'Bharath renascido'.
Ele levou uma vida simples e piedosa e morreu aos 80 anos.

## Vida pregressa
TK Ramanuja Kavirajar nasceu em Tirunelveli em 28 de dezembro de 1905 filho de Kallapiran e Arasalwar. Ele começou a escrever poemas quando tinha cerca de 12 anos de idade. Ele aprendeu a literatura como o peixe na água e era proficiente em inglês e tâmil. Foi notado que ele era capaz de escrever comentários sobre as obras de Shakespeare, mais ou menos na mesma época. Sua mãe morreu cedo e ele foi adotado por seu tio materno.

## Vida familiar
Kavirajar se casou com Chellamal quando ele era muito jovem. Ele foi abençoado com cinco filhos. Sua esposa morreu muito cedo e ele se casou com Visalakshi depois de alguns anos. O poeta foi testado novamente, pois essa senhora e duas de suas filhas morreram logo. Ele então passou a maior parte de sua vida desempenhando seus deveres como um santo e produzindo obras literárias que incorporavam altos valores, filosofia e verdade.

## Mahatma Gandhi Kaaviyam
Nos anos entre 1975 e 1979, Kavirajar lançou sua obra Master, 'Mahatma Gandhi Kaaviyam', um épico em Tamil, em quatro volumes. Este trabalho, que é saudado por puristas, foi inspirado no Ramayanam do poeta Kamban. Kavirajar recebeu muitas críticas gritantes por este trabalho de todas as principais revistas e jornais indianos. Fóruns, concursos e críticas literárias sobre este trabalho estão sendo realizados até o dia.

## Outras criações
Nos anos que se seguiram, ele escreveu muitos livros em inglês. Em 1979, ele lançou uma coleção de poemas com vários títulos intitulada 'Letras da vida' e uma peça chamada 'Mudin'. No ano seguinte, ele traduziu seu épico para o inglês, chamando-o de 'Bharath renascido ou A história de Mahatma Gandhi'.
O versátil Kavirajar seguiu com 'Matemática e o homem', 'Um Tratado sobre o Hinduísmo' e 'Kambaramayanam em verso em inglês'.
Em 1989, ele voltou ao tema de sua vida escrevendo 'MK Gandhi (drama inglês)
Além do acima, ele escreveu muitos livros, tanto em prosa quanto poesia, em Tamil em várias categorias.

## Trabalhos humanitários
Este poeta, apesar de sua riqueza, levou uma vida simples. Ele doou 100 acre(s)s (0,40 km2)   de terra para o movimento Bhoodan de Acharya Vinoba Bhave. Ele construiu uma casa de saúde materno-infantil em sua aldeia. Ele patrocinou a educação e ajudou alunos merecedores por toda a vida. Este verdadeiro Gandhian morreu em 1985.